# Gwget
Gwget — свободный менеджер загрузок для GNOME2, который является графическим интерфейсом для программы wget.
Поддерживает все основные возможности консольной программы, в том числе:
- параллельную загрузку
- возобновление загрузки после обрыва соединения
- рекурсивную загрузку
- область уведомлений
- Drag-and-drop

Gwget, как и wget, поддерживает возобновление загрузки в случае обрыва соединения.